# New-York Mirror
New-York Mirror — еженедельная газета, издававшаяся в Нью-Йорке с 1823 по 1842 год, за которой в 1843 и 1844 годах последовала The New Mirror. Затем его производители запустили ежедневную газету The Evening Mirror, выходившую с 1844 по 1898 год.

## История
The Mirror была основана Джорджем Поупом Моррисом и Сэмюэлем Вудвортом в августе 1823 года. Журнал выходил еженедельно и помимо местных новостей освещал искусство и литературу. Тираж прекратился в 1840-х годах, а в конце 1842 года газета была закрыта. В 1843 году Моррис стал партнёром популярного писателя Натаниэля Паркера Уиллиса, и, чтобы обновить бизнес, вместе они перезапустили газету под названием The New Mirror. Эта газета выходила еженедельно в течение восемнадцати месяцев. Затем в 1844 году они основали The Evening Mirror.
Во всех трёх инкарнациях в газете работали многие известные литературные деятели того времени. В выпуске от 2 сентября 1843 года была опубликована книга Томаса Данна Инглиша «Бен Болт», которая вскоре приобрела широкую популярность. Эдгар Аллан По работал в газете критиком до февраля 1845 года. В номере от 29 января 1845 года газета впервые опубликовала стихотворение По «Ворон». В предисловии к стихотворению Уиллис назвал его «непревзойденным в английской поэзии по тонкому замыслу, мастерской изобретательности стихосложения и последовательному сохранению творческого подъёма… Оно останется в памяти у всех, кто его прочитает». Уиллис и Моррис покинули издание в 1846 году.
После Уиллиса газету редактировал Хирам Фуллер, известный враг По. Фуллер опубликовал нападки на По, сделанные Чарльзом Фредериком Бриггсом и Томасом Данном Инглишем в мае и июне 1846 года. Письмо, напечатанное в номере от 23 июля 1846 года, заставило По подать в суд на газету за клевету и диффамацию. По выиграл иск и получил 225,06 долларов, а также дополнительные 101,42 доллара на возмещение судебных издержек.